# Економіка Сан-Марино
Економіка Сан-Марино — це розвинена ринкова економіка, що зосереджена на туризмі, банківській справі, виробництві кераміки, одягу, тканин, меблів, фарб, спиртних напоїв та вина. Виробництво та фінансовий сектор разом складають більш ніж половину національного ВВП. Внесок первинного сектора у ВВП країни є незначним, а основними сільськогосподарськими продуктами є вино та сири. Крім того, Сан-Марино продає колекційні поштові марки філателістам.

## Огляд
У 2023 році ВВП на душу населення Сан-Марино становив майже 53 000 доларів США, що робить країну однією з найбагатших у світі і ставить її на 17 місце за цим показником. Загалом рівень виробництва та рівень життя на душу населення можна порівняти з найбагатшими регіонами Італії. Більшість продовольства, води та інших сировинних ресурсів імпортується з Італії, включаючи електроенергію та природний газ. Податки, особливо на дохід від праці та капіталу, зазвичай значно нижчі, ніж в Італії, що зумовлює надзвичайно суворі вимоги для отримання громадянства.
Після глобальної рецесії 2007—2008 років економіка Сан-Марино зазнала значного спаду, особливо у фінансовому та банківському секторах. У результаті ВВП знизився на 40 % у період з 2008 по 2019 рік, а рівень безробіття, який був практично нульовим до 2007 року, зросло приблизно до 5–8 % у роки після великої рецесії. За той самий період депозити в банках різко скоротилися з майже 14 мільярдів євро до 5,2 мільярда. Виникла серйозна криза ліквідності через відсутність кредитора останньої інстанції, оскільки Сан-Марино не входить до Європейського Союзу. У результаті, кілька банків були врятовані урядом, в тому числі Cassa di Risparmio, головний банк країни. Проте банківська система залишається слабкою, її баланси погіршуються проблемними кредитами, які становлять 114 % ВВП країни.
Країна відходить від економічної моделі податкових гаваней, яка базується на банках та податковій таємниці. Важливі кроки в цьому напрямку були зроблені у 2010 році зі скасуванням анонімних компаній і у 2017 році зі скасуванням банківської таємниці. Зараз Сан-Марино активно співпрацює з міжнародними організаціями, такими як Рада Європи та Європейський Союз, щодо боротьби з відмиванням грошей та фінансуванням тероризму. У результаті Сан-Марино було вилучено з італійського чорного списку податкових гаваней у 2014 році, а також з чорного списку Ecofin у 2017 році.

## Державні фінанси
У роки, що передували великій рецесії, державні фінанси Сан-Марино були в дуже хорошому стані, з профіцитом бюджету центрального уряду та відсутністю державного боргу. Під час глобального спаду уряд вжив заходів, щоб пом'якшити шок у реальній економіці та підтримати фінансові установи, що сильно вплинуло на міцність державних фінансів. За офіційними оцінками, державний борг у 2020 році становив 32 % ВВП. Однак, за даними Міжнародного валютного фонду, який розглядає державні зобов'язання ширше, фактичний рівень боргу становив 86 %.
Сан-Марино не випускає державні облігації, проте його кредитоспроможність все ж контролюється рейтинговим агентством Fitch. Поточний рейтинг BB+ утворився у результаті кількох знижень, які відбулися під час та після великої рецесії: з AA до A у 2009 році та до BBB у 2016 році.

## Економічні відносини з Італією та ЄС
У роки після об'єднання Італії в 1861 році між Сан-Марино та новоствореним Королівством Італія було підписано кілька договорів. Перший договір стосувався економічних питань і був підписаний у 1865 році. Він передбачав введення в обіг Саммарінської ліри, яка була еквівалентною італійській лірі та була повністю визнана законним платіжним засобом в обох країнах. Однією з найбільш значущих угод вважається Конвенція про дружбу і добросусідство, підписана в 1939 році, у часи фашизму. Цей договір засновує митний союз з Італією та встановлює деякі обмеження на здійснення певної економічної діяльності, такі як вирощування тютюну, азартні ігри та радіомовлення.
Сан-Марино не входить у Європейський Союз, проте з 1991 року перебуває у митному союзі з ним, що передбачає відкритий кордон між двома регіонами. З 2000 року Сан-Марино також використовує євро як свою валюту, завдяки угоді з Італією від імені ЄС. У 2012 році безпосередньо з ЄС було підписано нову монетарну конвенцію, що охоплює ширший спектр фінансових і монетарних питань. У Сан-Марино також дозволено карбувати монети євро Сан-Марино, які виготовляються італійським монетним двором у Римі, але мають інший національний дизайн, ніж італійські монети євро. Оскільки вони викарбовуються в дуже обмеженій кількості, вони стають рідкісними та високо цінуються колекціонерами монет.
Основний комерційний партнер Сан-Марино — це Італія, на яку припадає близько 88 % експорту та 78 % імпорту (2017). Також важливими партнерами є й інші країни ЄС, особливо Франція та Німеччина.

## Компанії
У 2022 році найбільше компаній, зареєстрованих у Сан-Марино зареєстровано у секторах роздрібної торгівлі (756 компаній), гуртової торгівлі (753 компанії) та послуг (752 компанії).

## Монети та марки
Одне із джерел прибутку від туризму — це продаж історичних монет і марок. У 1894 році Сан-Марино випустило перші пам'ятні марки, що згодом стало великою частиною доходів республіки. Усі 10 поштових відділень Сан-Марино продають ці марки та колекційні монети, включно з «законними золотими монетами».
Традиційна економічна діяльність в Сан-Марино включала вирощування продовольчих культур вівчарство та видобуток каменю. Сьогодні сільськогосподарська діяльність зосереджена на вирощуванні зернових, виноградної лози і фруктових садів, а також на тваринництві (велика рогата худоба і свині).